# Bogtabet i senantikken
Bogtabet i senantikken (mellem det sene 4. og sene 6. århundrede) er et uerstatteligt tab for den kulturelle arv fra antikken. En stor del af den antikke græske og latinske litteratur er ikke overleveret til nutiden. De fleste af dem, der dog er overleveret, er bevaret i middelalderlige afskrifter; originale tekster fra antikken er få.
Der er mange og omstridte grunde til det omfattende tab. Men hverken i det antikke Rom, eller i det senere Byzantinske rige fandtes en standard for bevarelse af tekst og litteratur. Den såkaldte rigskrise i det tredje århundrede var afgørende. Der var systematisk tilintetgørelse af kristne skrifter under forfølgelserne af de kristne og tab af "hedninge"-skrifter efter kristendommens indførelse i det romerske rige. Andre årsager er den kulturelle nedgang og uro under folkevandringstiden, især i den vestlige del. Her kan mange biblioteker være gået tabt under krige. Hertil kommer formindskelsen af eliten som bærere af litterær tradition og ændringen i skrivematerialet fra papyrus til pergament og overgangen fra skriftrulle til kodeks. Indførelsen af den litterære kanon og skolevæsenet var yderligere barrierer. Overleveringen af værker sluttede, når de ikke kunne skrives om til det nye medium eller gled ud af kanon.
Den litterære tradition blev i forskellig grad plejet i det byzantinske rige til Konstantinopels fald 1453. Men den litterære arv fra antikken blev i det Vestromerske Rige kun bevaret af få velhavende og uddannede og kun i begrænset omfang. Til denne kreds hørte Cassiodor (ca. 485-580), der stammede fra en senatsfamilie, og som samlede alle de antikke skrifter, det var muligt, og grundlagde bogproduktionen i Middelalderen i klostret Vivarum . Særlig i 7. og 8. årh. blev håndskrifter af såvel klassiske som enkelte kristne forfattere delvis slettet og på ny beskrevet: I den sparsomme bestand af bevarede ældre latinske håndskrifter er de fleste af de klassiske forfattere blot overleveret som palimpsest. Den efterfølgende karolinske renæssance, i hvilken produktionen af håndskrifter af klassiske tekster begyndte igen, fik stor betydning for overleveringen. Grundene til anvendelsen af palimsest var flere. Udslagsgivende var i reglen praktiske overvejelser som pergamenternes kostbarhed, skriftomstillingen eller ændrede litterære interesser, for de hæretiske tekster vel også religiøse motiver.
Følgerne af tabet af størstedelen af den antikke litteratur var betragtelige. Først med bogtrykkerkunsten i 1400-tallet blev de bevarede antikke tekster lidt efter lidt igen tilgængelige for en større læserkreds. Mange fremskridt i nyere tid blev direkte eller indirekte sat i gang gennem de trykte skrifter. En bestand som den i antikken nåede bibliotekerne vel først igen i 1800-tallet.

## Antikkens bogbestand og dens overlevering
Gennem overlevering i biblioteker – før papyrusfundene fra begyndelsen af 1900-tallet – var der kendt omkring 2000 forfatternavne fra den græske litteratur før 500, men kun af 253 var der bevaret i det mindste dele af deres skrifter. For den romerske litteratur var det 772 forfatternavne, og af dem var der kun bevaret skrifter fra de 144. Det førte til den vurdering, at mindre end 10 % af den antikke litteratur blev overleveret. De næsten 3000 forfatternavne udgør dermed et mindretal, nemlig dem der er nævnt i de overleverede tekster. Ud over mange kristne handler det overvejende om klassiske skoleforfattere og altså ikke om den samlede bestand af antikke titler. Senest siden den tidlige middelalder skete tekstoverleveringen gennem kristne "indretninger" (institutioner), især klostre, hvorved der var forbundet en vis udvælgelse, idet kristne forfattere blev foretrukket. I forhold til hele det antikke tidsrum udgør de kristne forfattere dog kun en mindre del.
En vurdering af antikkens bogbestand ud fra titler og bøger er kun indirekte mulig gennem bibliotekshistorien. Bestanden i antikkens mest kendte bibliotek, Biblioteket i Alexandria, voksede mellem 235 og 47 f.Kr. fra ca. 490.000 til 700.000 ruller med den største del på græsk. En rulle svarede omtrent til en titel. Titelproduktionen i den græske verden androg således mindst 1100 om året. Omregnet skulle det for året 350 give en bestand på ca. en million titler.
Det betydelige brud i overleveringshistorien viser denne statistik over biblioteksbestande i den udstrækning de er kendt eller fremskrevet fra antikken til nutiden. Ifølge disse var det først i 1800-tallet at europæiske bibliotekers bogbestande nåede sammenlignelige størrelser.
Omfanget af den latinske litteratur lader sig ikke bestemme nøjagtigt, men der kan nok etableres en størrelsesorden til sammenligning. Da trivielle værker fra provinserne sandsynligvis næppe har fundet vej til bibliotekerne kan den samlede bestand af antikke titler have overskredet millionen. Med den antagelse at der har været mellem 10 og 100 kopier ville det give et antal på et tocifret milliontal for ruller og bøger. Af disse millioner bøger før 350 er der ikke overleveret en eneste i et bibliotek. Alle kilder fra den førkristne tid – altså fra før ca. 350 – blev sandsynligvis kun overleveret som kristne udgaver, fremstillet siden 3./4. århundrede og i vesten især i 4. århundrede.
Antallet af overleverede antikke tekster (fraset fund) har hidtil ikke været nøjagtigt bestemt. Størrelsesordenen kan være omkring 3000, heraf 1000 på latin. Størstedelen heraf foreligger kun i fragmenter. Det samlede overleverede ikke-kristne tekstvolumen omfatter i det mindste for latins vedkommende sandsynligvis mindre – og kunne svare til 100 antikke kodekser. Bruddet i bestanden af antikke titler er derfor betydeligt og kunne ligge i størrelsesordenen én pr. 1000. Med andre ord: kun omkring 0,1% eller én af 1000 titler overlevede. Dette tal kan man nå til hvis man stiller en anslået samlet bestand på nogle millioner over for de omkring 1000 overleverede titler, eller hvis man – uafhængigt heraf – sammenligner det sidste antikke bibliotek i Konstantinopel, der nedbrændte 475 med 120.000 bøger, med det første kendte middelalderlige i vesten af Cassiodor, der 576 havde ca. 100 kodekser.

## Bogtabet

### Antikke bogbestande
I antikken fandtes der et stort antal biblioteker. Offentlige bybiblioteker og private biblioteker med 20.000 til 50.000 ruller er kendt, såvel i Rom (29 offentlige omkring 350) som i provinsen. Ved Cæsars besøg i Alexandria var det sandsynligvis ikke det store bibliotek der brændte, men måske kun et depot ved havnen med 40.000 ruller der kunne være bestemt til eksport. Hvad man kan holde for sikkert, er at Alexandria endnu længe derefter forblev et bog- og lærdomscentrum. Biblioteket i Alexandria havde allerede i hellenistisk tid mere end 400.000 ruller og det i Pergamon 200.000 ruller. Senest i kejsertiden kan enkelte byer have nået dette niveau, da et bibliotek var et statussymbol.
Om bogbestanden i det store bibliotek i Rom er der intet overleveret. Man kan arkæologisk slutte ud fra vægnicherne til boghylder ved Palatina og Ulpia Trajana til omkring 100.000 ruller. Måske befandt kun de kostbareste ruller sig der. Også biblioteket i Pergamon havde næsten hele sin bestand i depotrum. Ud fra bygningens størrelse har Roms hovedbibliotek kunnet rumme adskillige millioner ruller, svarende til dem i Alexandria og Athen. Ved en sådan geografisk fordeling af den antikke litteratur kunne enkelte begivenheder som tabet i et bibliotek ikke være noget væsentligt problem for overleveringen.

### Mulige grunde til bogtabet
Især i ældre oversigtsfremstillinger er omskrivnings- eller forfaldstesen (ty. Verrottungsthese) udbredt, ifølge hvilken der omkring 400 skulle have fundet en omskrivning sted fra papyrusruller til pergamentkodekser. I den kristeligt dominerede tid eller sågar allerede tidligere skulle samfundet ifølge denne tese have mistet interessen for de ikke-kristne ruller, og det skulle være grunden til at de ikke længere blev kopieret og således være gået til eller tabt (ty. verrottet) i biblioteker i løbet af middelalderen, mens de holdbare pergamentkodekser overlevede.
Heller ikke i forskningslitteraturen er det ofte let at se hvor stort tabet var. Sammenstillingen af overleveringslitteraturen af Reynolds og Wilson for eksempel (Scribes and Scholars) har ingen angivelser af størrelsen af Cassiodors og Isidor af Sevillas biblioteker. Der nævnes i dag skrifter, der endnu blev citeret omkring 600, uden at oplyse om der citeres fra originalværker eller fra allerede foreliggende excerpter, som det er blevet vist for Isidors vedkommende.
Den opfattelse er udbredt, at kristningen var en afgørende faktor for tabet af den antikke litteratur, ved siden af eller sågar før folkevandringstidens forstyrrelser.
Papyrologer betvivler formodningen om en ringere holdbarhed for papyrus. Roberts og Skeat, som undersøgte emnet i The Birth of the Codex 1983, fastslog at papyrus under normale lagringsbetingelser ikke står tilbage for pergament i holdbarhed:

"Der er ikke tvivl om holdbarheden af begge materialer under normale betingelser. Man kunne her henvise til de mange fundne papyrus der viser en langtidsholdbarhed af skriften; dog er dette ikke længere nødvendigt, da den myte (en. the myth), at papyrus ikke skulle være et holdbart materiale, må være modsagt af Lewis, autoritativt og – kunne man håbe – endegyldigt." — Kilde: C.H. Roberts, Th.C. Skeat: The Birth of the Codex. Oxford University Press 1983, S. 6f..

Nyere studier går derfor ud fra en længere holdbarhed for papyrus. Omkring 200 kunne man i et bibliotek i Rom læse en 300 år gammel papyrusrulle fra tiden for grundlæggelsen af det romerske biblioteksvæsen. Materialet har sikkert holdt i over 400 år. Men efter 800 har de mange antikke ruller ikke længere eksisteret, hvad der sluttes ud fra kataloger og kopivirksomheden på denne tid. Såvel i det latinske vest som i det græske øst kunne man efter 800 kun gribe tilbage til kodekser der var skrevet efter 400.
Desuden indeholder Codices Latini Antiquiores (C.L.A.) mindst syv papyruskodekser som i det mindste i dele har overlevet i biblioteker fra tiden mellem 433 og 600. Et kodeks, C.L.A. #1507, omkring 550, ligger i Wien og har endnu 103 sider. Når det har kunnet overleve disse 1500 år, må mange have kunnet overleve i det mindste i 400 år. Tabet kan altså ikke forklares ved den manglende holdbarhed af papyrus, ruller eller kodekser.
Hvad overførslen eller omskrivningen til kodekser angår, så ser det ud til at der efter 400 pludselig blev produceret meget færre bøger, og disse kun i form af kodekser af pergament. De bogruller der blev fundet i Oxyrhynchos (ca. 34 % af de samlede papyrus, 66 % var dokumenter) viser en stigning i bogproduktionen i 2. og 3. århundrede (655 og 489 enheder) og et stort fald i 4.og 5. århundrede (119 og 92 enheder) og tillige kun en ringe produktion derefter (41, 5 og 2 enheder efter 7. århundrede hvor også byen forsvandt). Det må imidlertid stå åbent hvorvidt det kan føres tilbage til en eventuel befolkningstilbagegang.
Et lignende billede viser C.L.A. for det latinske Europa. Heraf fremgår at der mellem 400 og 700 blev overleveret ca. 150 kodekser i det latinske Europa uden for Italien, og af disse 100 kun i Frankrig. Dette bekræfter også den videre palæografi efter C.L.A.'s tidsrum. Bestandene i de store klosterbiblioteker omkring 900: Lorsch, Bobbio, Reichenau, der hver havde omkring 700 kodekser, stammer næsten alle fra tiden efter 750 og viser dermed den såkaldte karolingiske renæssance. For mange antikke bøger stammer de ældste i dag bevarede kopier fra denne tid. Sandsynligvis kopieredes dengang bøger fra det 5. århundrede som ikke længere er bevarede. C.L.A. kender for tiden til 800 kun 56 overleverede klassiske bøger, deraf kun 31 fra 5. århundrede. 
Der var altså ikke blot tale om et udvalg og en selektion i den fase hvor om- eller genskrivningen foregik, men overhovedet en meget reduceret bogproduktion. Nåede den før 300 en størrelsesorden af mindst 10.000 om året, så lå den efter 400 i det latinske vesten på gennemsnitligt 10 om året.
Om- eller genskrivningen på pergament kan altså forklares med at der på grund af denne ringe produktion ikke var behov for den billige papyrus, og at man fortrak det hidtil ædlere pergament, der nu var lettere tilgængelig, en slags "efterspørgselsmæssig udvælgelse". Papyrus blev nu kun anvendt i undtagelsestilfælde til bøger og dokumenter og var i det latinske område knap tilgængelig fra omkring 600.

### De berørte emneområder
Den naturvidenskabelig-tekniske viden i senantikken var uden tvivl så omfangsrig og kompliceret at en mundtlig overlevering ikke længere var mulig. I den udstrækning at denne viden var forbundet med ikke-kristelige navne og anskuelser, kunne det stå i konkurrence til kristendommen. I den ikke-kristelige romerske kultur var også pornografiske fremstillinger af alle slags udbredt i hverdagen og blev foragtet af kristendommen. Omkring 200 fordømte den kristne forfatter Tertullian ikke kun filosofferne, men også skuespillerne og ønskede dem til helvede. Isidor af Sevilla advarede senere udtrykkeligt mod de ikke-kristelige digtere og stiller skuespillere på linje med prostituerede, forbrydere og røvere. Den klassiske litteratur var desuden fuld af hentydninger til ikke-kristelige guder og helte.
Blandt de påviselige tab i det latinske område er især at beklage de republikanske historieværker og digtekunst af enhver art, som især tragedie. Allerede i den romerske kejsertid blev bøger af dissident-historieskrivere som for eksempel Cremutius Cordus tilintetgjort. Den tiende bog af Institutio oratoria af Quintilian omtalte mod slutningen af 1. århundrede e.Kr. talrige litterære værker af hvilke endnu i dag en ganske betragtelig del er bevaret – meget er dog også gået tabt. Anmeldt eller omtalt blev på denne tid især etableret, overvejende fiktionslitteratur.

## Baggrund
Inden for overleveringshistorien er tidsrummet fra 350 til 800 afgørende. I højmiddelalderen mentes det, at pave Gregor den Store (540–604) havde ladet det store Palatinabibliotek brænde. Ifølge den nuværende forskning er det udelukket at pave Gregor skulle have ladet biblioteket tilintetgøre, da tabet allerede må havde fundet sted før hans pontifikat. Palatinabiblioteket grundlagt af Augustus og sandsynligvis Roms største forsvandt ud af historien uden nogen antydning af dets skæbne. Dette ifølge forskningssituationen i 1950'erne, hvor det forelå som sikkert, at tabet var indtrådt før 500. Med afslutningen af C.L.A. i 1970'erne blev denne erkendelse yderligere fastslået.
I den sekulært prægede tyske forskning omkring 1900 (Tyskland var da førende i antik-forskningen) var tilintetgørelsen af den antikke litteratur en grund til at stigmatisere middelalderen med den stærkt nedvurderende betegnelse "Den mørke middelalder", en betegnelse skabt under renæssancen og oplysningstiden. Det blev også brugt som argument i den anti-katolske kulturkamp ved slutningen 1800-tallet. Forestillingen om en antikfjendtlig, (næsten) skriftløs tidsalder spejler sig også endnu i den moderne forskning i den fra det engelske sprog lånte epokekarakteristik "De mørke århundreder" (ty. "Die Dunklen Jahrhunderte", en. "Dark Ages"), der i denne sammenhæng betegner den problematiske overgangstid fra senantikken til tidlig middelalder.
Grundene til bogtabet forblev omstridte i 1800-tallet: På den ene side stod den protestantiske og sekulært orienterede historieskrivning, der blev mistænkt for antikatolske hensigter, da de gjorde især kristningen ansvarlig for bogtabet, på den anden side stod den kirkelige historieforskning der blev tillagt apologetiske interesser når den snarere tilskrev bogtabet til den almindelige nedgang i den romerske kultur. På grund af kildernes tilstand fremstod der ikke en tvingende konsensus inden for forskningen.
Den videnskabelige diskussion om grundene til det vestromerske rige undergang har ligeledes været ført i de sidste 200 år, uden at der er en konsensus i sigte. Mens barbarindfaldene ikke spillede en uvigtig rolle for rigets undergang, forbinder oldtidsforskere med en mere kulturvidenskabelig tilgang antikkens afslutning med tabet af eller ophøret af ikke-kristelige traditioner i 529. Tabet af litteratur fik derved en særlig stor virkning.
Roms undergang blev af mange samtidige oplevet som apokalyptisk. I Det Gamle Testamente måtte den jødiske stat først komme i yderste nød før Gud sendte sine himmelske hærskarer for at redde Guds rige på jorden. Også ifølge Det Nye Testamente må der først indfinde sig en stor katastrofe før paradis kommer på jorden og fuldender menneskehedens historie. Således lyder profetien i Johannes Åbenbaring. Troen på en nært forestående katastrofal verdensende viser sig i eskatologien og i millenarismen.
Også selvom martyrhistorierne kan forekomme eller fremtræde overdrevne, er det kendt at den romerske stat siden kejser Decius (247–251) i perioder systematisk lod kristendommen forfølge. De kristne vendte senere disse tiltag mod antikkens religioner. For de fleste af disse tiltag fra de kristnes side lader der sig finde et tidligere eksempel fra kristenforfølgelserne.
Det senantikke "hedenskab" var en polyteistisk mangfoldighed af antikke religionsfællesskaber. Endnu i 3. århundrede var græsk-romerske kulter udbredt,men blev dog allerede tidligere i stigende grad fortrængt af såkaldte "orientalske" religioner, herunder mithraskulten, Kybele og Isis, men også af for eksempel synkretistisk manikæisme. Hertil kom lokal folketro. Blandt disse religioner var der ingen konkurrence da enhver frit kunne tage del i flere kulter. Især i sammenstødet med kristendommen blev de intellektuelle tilhængere af ikke-kristne religioner præget af hellenistiske ideer.
Skønt der lader sig finde eksempler på konfliktløs sameksisteren af ikke-kristne og kristne i riget, er volden i religionskampene igen blevet betonet i nyere tid. Religiøse konflikter var ofte socialt motiveret og blev opildnet af kristne institutioner eller åndelige autoriteter. Den tidlige kristendom virkede især tiltrækkende på de litterært mindre godt uddannede nederste lag i samfundet. Den officielle religionspolitik afhang af den herskende kejser, hvor for eksempel Theodosius I og andre kejsere hovedsageligt kun har grebet statsligt ind i indrekirkelige stridigheder, men dog med enkelte love har legitimeret religionskampe. Religionernes undergang i antikken var en lang proces. Et værk om kristningen af Romerriget sammenfatter: "At bringe til tavshed, at brænde og ødelægge var forskellige former for teologisk bevisførelse. Og så snart denne læretime var ovre, har munke og biskopper såvel som generaler og kejsere drevet deres fjende ud af vores synsfelt. Vi kan ikke berette om tildragelser som vi ikke kan efterspore"

### Bogtabet: før 500
Antikke bøger var fra år 800 ikke længere tilgængelige, og allerede fra år 500 var de sandsynligvis et særsyn.
Cassiodor levede i Italien fra ca. 490 til 583. Han var embedsmand hos den østgotiske konge Theoderik den store. Efter at have opholdt sig i Konstantinopel trak han sig under goterkrigene omkring 540 tilbage til sine private ejendomme i Syditalien og grundlagde klostret Vivarium. Han talte latin, græsk og gotisk og samlede og oversatte bøger fra græsk til latin. Hans erklærede mål var redningen af den klassiske dannelse, og han gjorde det som den første til en pligt for munkene at kopiere bøger.
Da Cassiodor var velhavende og havde gode kontakter, også i det græske område, havde han gode forudsætninger for at bevare de vigtigste af de bøger der på hans tid var tilgængelige i Middelhavsområdet. I sine egne tekster beskriver han sit bibliotek, enkelte bøger og giver citater fra værker der sandsynligvis har foreligget for ham. På grund af disse angivelser har især A. Franz og senere R.A.B. Mynors fremstillet "et foreløbigt overblik over bestanden i biblioteket i Vivarium" Resultatet var at Cassiodor ikke kendte væsentlig flere antikke tekster end der kendes i dag. Han havde det eneste store bibliotek i det 6. århundrede om hvis indhold der vides noget. Opgjort på grundlag af citaterne må biblioteket have haft lidt over 100 kodekser.
Hans bibliotek havde dog en betydelig indflydelse på overleveringshistorien i det latinske vest: "I Italien kunne et snævert lag af familiesammenknyttede i senator-adelen, repræsenteret ved familierne Symmachi og Nicomachi, gøre det til deres opgave at bevare antikke forfattere som vidner på en tidligere romersk storhed. En der tilhørte denne kreds, Cassiodor, indledte overleveringen af den antikke bogkultur ved at gøre den til en del af monastisk skrivekultur. Det bibliotek han grundlagde på Vivarium virkede via mellemstationerne Rom og Bobbio langt over Alperne".
Situationen var den samme for biskop Isidor af Sevilla, der levede i Spanien fra ca. 560 til 636. Han havde det eneste bibliotek i det 7. århundrede om hvis indhold der vides noget. Paul Lehmann foretog en tilsvarende undersøgelse af Isidors skrifter. Han kom til det resultat, at Isidor sandsynligvis byggede på i det mindste tre af Cassiodors bøger. Lehmann skriver: "De fleste af de skrifter Isidor angav med titel og forfatter har han formodentlig aldrig læst." Isidor har citeret 154 titler. Hans bibliotek var således sandsynligvis sågar en del mindre end Cassiodors.
Bibliotekernes videreeksistens er efter 475 ikke mere belagt. Små klosterbiblioteker havde måske kun et omfang af 20 bøger. Som det mere faktarige standardværk Geschichte der Bibliotheken fra 1955 skrev, måtte tabet være indtrådt før 500: "Allerede i begyndelsen af 6. århundrede var det store tab af antikke tekster indtrådt, og det forråd af forfattere som forelå for Cassiodor og Isidor, overskrider ikke væsentlig hvad der er kendt i dag."

### Den kristelige subskription
Sandsynligvis indeholdt alle overleverede bøger en såkaldt kristelig subskription. Den var en kort eftertekst, der beskrev, hvornår bogen var blevet kopieret, og hvem der havde verificeret dens korrekthed. Sådanne efterskrifter var sandsynligvis også sædvanlige i førkristen tid, i det mindste for værdifulde bøger. De bekræftede oprindelsen og at afskriften var fri for fejl.
I overleveringen af den antikke litteratur stammer med en undtagelse alle bevarede subskriptioner fra den kristne tid og er belagt fra omkring slutningen af 4. århundrede. Den eneste førkristne subskription af en Statilius Maximus (o. 180 e.Kr.) peger på en tydelig aktivitet i retning af at forbedre teksten. Den lød:
Jeg, Statilius Maximus, har forbedret [teksten] en anden gang efter Tiro, Laetanianus, Dom[itius] og endnu tre ældre.
En udmærket tale.
Ved subskriptionerne i kristen tid er disse anstrengelser for at udrette filologisk korrektur delvis ikke længere mulig at erkende eller identificere; Reynolds og Wilson betvivler derfor at de kristne subskriptioner af den klassiske litteratur var til nogen væsentlig hjælp. De ser knap nogen holdepunkter for at udgivelsen af ikke-kristne tekster hentyder til nogen opposition til kristendommen; det er snarere uklart om ikke-kristne overhovedet deltog på denne tid. Forfatterne til subskriptionerne fra familierne Nicomachi og Symmachi var allerede kristne.
Reynolds og Wilson ser snarere "den pludselige genopdukken af subskriptioner i sekulære tekster mod slutningen af 4. århundrede" forbundet med skiftet fra papyrus-ruller til pergament-kodeks. Og som Michael von Albrecht skriver: "Forfattere, som her ikke tages i betragtning, glider ud af overleveringen. eller sagt på en anden måde: de "var dermed endegyldigt udleveret til den skæbne der tilfalder tilfældigt overleverede papyrus."
Som historisk interessant betragter Reynolds og Wilson dog den for største delens vedkommende høje samfundsmæssige status hos personer der er nævnt i de kristne subskriptioner: "Den overvejende høje status hos de mænd der nævnes i disse subskriptioner gør det nærliggende at tro at det var på deres statelige boghylder at mange af vore tekster havde ligget før de fandt deres vej til klostre og katedraler hvad der sikrede deres overlevelse. Alexander Demandt vurderer i denne sammenhæng fortjenesterne hos de aristokratiske efterkommere til den ikke-kristne "Symmachus-kreds" med hensyn til redningen af den klassiske litteratur for det latinske vesten. Interessant er det ligeledes at korrektur af en tekst tilsyneladende har fundet sted i århundreder efter dens afskrift.

### Religionskampenes højdepunkt: omkring 400
I tidsrummet mellem 300 og 800 var der ofte tildragelser eller begivenheder ved hvilke enkelte biblioteker kan være blevet destrueret, herunder også ved naturkatastrofer. Det sidste kendte bibliotek i antikken er paladsbiblioteket i Konstantinopel der med ca. 120.000 kodekser blev ødelagt ved en brand i 475. Det næste kendte bibliotek er Cassiodors 100 år senere med ca. 100 kodekser.
Tiden omkring 391 var et højdepunkt for religionskampene. Til de udbredte konkurrencereligioner hørte for eksempel Mithraskulten. Skønt den faktiske tiltrækning hos disse religioner hyppigt er blevet betvivlet af kirkehistorieforskningen, var de alligevel så udbredte at Ernest Renan kunne give følgende vurdering: "Hvis kristendommen under sin udbredelse var forsvundet på grund af en dødelig sygdom, så havde verden i dag været et fællesskab af Mithrastroende." Medlemmer af rigseliten var hyppigt tilhængere af disse "orientalske" religionsfællesskaber før de lidt efter lidt konverterede. Således lod Konstantin den Store († 337) også efter sin konversion i 312 dén solgud offentligt hædre der var associeret med Mithras. Augustin (354-430) var indtil sin konversion tilhænger af manikæismen som havde forestillinger om de endelige tider.
Mens det kun er få templer der kan eftervises at være revet ned af Konstantin den Store, anbefalede den konverterede ikke-kristne Firmicus Maternus omkring 350 i sit apologetiske skrift Om fejltagelsen hos gudløse kulter (latinsk originaltitel: "De errore profanarum religionum") Konstantins sønner at udrydde alle antikke religioner såvel som at ødelægge deres templer. 391 lod kejser Theodosius I. udfærdige en lov der foreskrev at alle ikke-kristne templer skulle lukkes. I datidens begreb var templer dog for det meste ikke-kristne kulturbygninger, for eksempel et bibliotek indviet til guderne eller et museum som var et sted eller tempel for muserne. I denne sammenhæng blev Theodosius' edikt af mange forskere fortolket som et forsøg på også at tilintetgøre alle ikke-kristne biblioteker. Den moderne historieforskning vurderer imidlertid kejserens lovgivning mere differentieret: at Theodosius I. ikke skulle have beordret ødelæggelser af templer.
Under kejser Honorius blev der 399 udfærdiget et dekret til beskyttelse af offentlige kunstværker der med velvillig understøttelse af "autoriteter" blev ødelagt af kristne. Et lignende dekret skulle forhindre vold og ødelæggelse af helligdomme på landet I året 408 blev der ved en rigsdækkende lov forordnet at alle ikke-kristne kunstværker, der endnu fandtes, skulle ødelægges (ikonoklasme): "Hvis der endnu står et eller andet billede i templer eller helligdomme, og hvis de i dag eller på et tidligere tidspunkt var genstand for dyrkelse af hedninge et eller andet sted, så skal de rives ned".
Om det Serapeum som biblioteket i Alexandria udgjorde, er der overleveret at det 391 blev ødelagt af kristne efter at ikke-kristne havde forskanset sig og i modstand mod gennemførelsen af lovene havde myrdet kristne. Af museet i Alexandria, som husede det store bibliotek og som er belagt til ca. 380, er der efter 400 intet spor. I 5. århundrede bliver området beskrevet som øde område. Den betydende kristne Aristoteles-kommentator Johannes Philoponos omtaler omkring 520 det "store bibliotek" der engang var Alexandrias stolthed. Ved udgravninger 2003 stødte man på fundamenter.
En Asclepiades var omkring 490 en af de få ikke-kristne lærde i Alexandria. Han og hans kreds anså sig for de sidste Osiris-præster og brugte hieroglyffer ved rituelle handlinger. Haas går ud fra at denne kreds ikke længere kunne læse hieroglyffer. Thi Asclepiades’ søn, Horapollo, forfattede det eneste overleverede senantikke værk om hieroglyffernes betydning. Deri mangler dog enhver henvisning til deres udtalemæssige funktion; der bliver kun beskrevet allegorisk-mystiske funktioner. Til ind i 4. århundrede blev der anvendt hieroglyffer, og der var da ganske givet tilsvarende bøger at få. Selv en fagmand synes ikke længere omkring 500 at have haft en sådan bog i sit bibliotek i lærdomscentret Alexandria.
Res gestae af Ammianus Marcellinus (ca. 330 til ca. 395), den vigtigste kilde til dette tidsrum, nævner forfølgelsen og henrettelsen af tilsyneladende uddannede folk, der var blevet anklaget for besiddelse af bøger med forbudt indhold. Deres kodekser og ruller blev i stort tal brændt offentligt. For bøgernes vedkommende skulle det have handlet om magiske tekster (ty. "Zaubertexte"). Ammianus mener dog at det især har været værker inden for de syv "artes liberales", de klassiske antikke videnskaber. Som en konsekvens af dette havde indehaverne, ifølge Ammianus, "i de østlige provinser" "brændt deres biblioteker af frygt for en lignende skæbne".
Ammianus kritiserer desuden den overfladiske underholdningslyst hos den romerske overklasse og tilføjer: "Bibliotekerne var lukkede for evigt, som grave". Dette blev i 19. og største delen af 20. århundrede af de fleste lærde fortolket således at de store offentlige biblioteker i Rom var lukket. I nyere tid formoder mange at dette udsagn kun kan dreje sig om husbiblioteker og den romerske adels fornøjelser.
Noget senere, omkring 415, besøgte den kristne lærde Orosius Alexandria. Han beskriver at han dér selv havde set tomme bogreoler i nogle templer. Disse skulle "af vore egne folk i vor tid være blevet plyndret – dette udsagn er sikkert sandt". Også i Rom synes de store biblioteker at have været lukket eller tomme. Selv under den antagelse at Trajanbiblioteket endnu eksisterede i 455, findes der ingen henvisning der kunne pege på at det eller andre dér endnu var åbne eller endnu indeholdt bøger.

### Den antikke bys undergang og forvandling
Mange byer i den vestlige del af det romerske rige og her især i Gallien (imidlertid mindre i den sydlige del) og Britannien forsvandt praktisk taget som en af følgerne af de rigsomfattende invasioner i 5. århundrede. Augusta Treverorum (Trier), der til begyndelsen af 5. århundrede var sædet for Det galliske præfektur, blev for eksempel plyndret og brandskadet flere gange. Et lokalt værk som Chronica Gallica kunne imidlertid overleve. De nye germanske magthavere i vesten forsøgte at videreføre de antikke strukturer andre steder (Spanien, Italien, delvis Nordafrika og Sydgallien). Ammianus Marcellinus beretter i sit historieværk derom, at mange romerske officerer af germansk oprindelse var interesseret i den klassiske kultur og ofte også var uddannet deri. Endnu mod slutningen af 5. århundrede roste den dannede gallo-romer Sidonius Apollinaris germaneren og romerske officer Arbogast den yngre, der forsvarede Trier mod germansk invasion, for hans dannelse.
I de enkelte områder af riget blev den antikke by imidlertid i vid udstrækning omstruktureret. Vedligeholdelsen af offentlige bygninger, herunder også de offentlige biblioteker, beroede i antikken for det meste på frivillige, især på velstående borgere. Allerede i 3. århundrede er der klager over at stadig flere borgere ikke længere var rede til at understøtte enkelte institutioner og ikke påtog sig visse embeder. Den dertil knyttede ære syntes åbenbart ikke af opveje byrden ved et offentligt embede. Frem til 6. århundrede forsvandt de gamle strukturer på mange steder næsten fuldstændigt. Byerne organiserede sig nu snarere om biskoppen som hovedfigur
At tilslutte sig gejstligheden kunne være en mulighed for at undslippe disse finansielle byrder. Endnu Konstantin den Store forsøgte at forhindre denne afvandring med love, og dog foretrak han på lokalt plan den kristne elite.   I stedet for udstødelse af ikke-kristne samfund eller bevis på fuldstændig konversion gav de kristne kejsere byerne privilegier eller statusforhøjelser, hvortil skattelettelser spillede en særlig rolle. Sit højdepunkt nåede denne proces vel ved slutningen af 4. århundrede med det til følge at byernes eliter kun da i ikke-kristne højborge kunne beholde deres sociale status uden dåb, især efter at kultudøvelsen i offentlige templer siden Theodosius I grundlæggende var forbundet med dødsstraf. I det private område kunne ikke-kristne kultudøvelse endnu vidtgående udøves uden fare. Ved siden af åndelige eller spirituelle interesser kan også materielle interesser have gjort konversion til kristendom tiltrækkende for mange adelige familier.
De epigrafiske kilder, således som bymæssige former for underholdning som teater, musik og sportsforanstaltninger siden det første førkristne årtusinde gennemgående bevidner, tørrer ud. De græske gymnasier og andre virkeområder for ikke-kristne lærere og filosoffer blev opgivet, delvis også fordi den dér praktiserede mandlige nøgenhed i de kristnes øjne begunstigede homoseksualitet. Den kristne forfatter Theodoret skrev et af de sidste antikke skrifter mod ikke-kristne (omkring 430), hvori han godtgør at disse foranstaltninger var blevet erstattet af kristne alternative tiltag:
| „ | Hvorfor taler vi endnu om filosofferne, kejserne og generalerne når martyrerne endnu var i de menneskers hukommelse der blev efterfølgere til dem man kaldte guder. Sandelig, deres templer er så fuldstændig ødelagte at man end ikke kan forestille sig hvor de tidligere har været, mens byggematerialet nu er brugt til martyrgrave [...] Se, i stedet for fester for Pandios, Diasos og Dionysios og jeres andre fester bliver de offentlige foranstaltninger nu en fejring af Peter, Paulus og Thomas! I stedet for at pleje utugtige vaner synger vi nu kyske lovsange. | “ |
|   | — Theoderet: Midler til helbredelse af de hellenistiske sygdomme 8,68f. (ty. "Heilmittel gegen die hellenistischen Krankheiten"). |   |

Notitia Dignitatum, et katalog af offentlige forvaltningsposter i Romerriget omkring 400, giver ingen hentydning til at der fandtes nogen der var ansvarlige for bibliotekerne. Men af andre dokumenter og gravindskrifter ved vi dog, at ansvaret for et eller flere biblioteker før 300 blev betragtet som et vigtigt og ærefuldt hverv. Hvis der efter 400 endnu havde eksisteret store biblioteker, så havde deres forvaltning været af den største betydning. Thi forvalteren ville have bestemt hvilke bøger der efter kristningen endnu måtte være tilgængelige og hvilke ikke.

### Tilintetgørelse af "magisk litteratur"
Den antikke litteratur var også udbredt i mindre og helt små private biblioteker (som for eksempel Villa dei Papiri). Tabet i de store offentlige biblioteker kan derfor sandsynligvis ikke engang udgøre halvdelen af bestanden. Det fuldstændige tab af millioner af bøger fremstillet før ca. 350 må have været en længerevarende proces.
Bortset fra beskrivelserne af bogforfølgelserne hos Ammianus Marcellinus og Johannes Chrysostomos er det kendt at de såkaldte "magiske bøger" (ty. "Zauberbücher“) blev forfulgt. Denne litteraturform var i begyndelsen af det første årtusinde sjælden (højst omkring 0.3% i Oxyrhynchos ). De blev efter den offentlige anerkendelse af kristendommen i 4. århundrede mærkbart et hyppigere mål for forfølgelse. Da Ammian beretter om afbrændingen af bøger om de klassiske videnskaber i rammen af forfølgelsen af de "magiske" bøger, er det muligt at også anden ikke-kristen litteratur er blevet tilintetgjort i denne sammenhæng.
Et omfangsrigt arbejde med et mere kristeligt-apologetisk sigte af Speyer beskæftigede sig 1981 med tilintetgørelse af bøger i antikken. Vedrørende aspektet "tilintetgørelse af hedensk litteratur" fandt Speyer henvisninger til tilintetgørelse af kristenfjendtlige skrifter, af hedenske ritualbøger, af æggende eller pirrende litteratur såvel som af magiske bøger. Ifølge Speyer er skrifter fra den klassiske litteratur og videnskab ikke målrettet blevet tilintetgjort. Forfølgelse af magisk litteratur eller skrifter, sandsynligvis med forbandelser og hadefuldt indhold (ty. Fluch- und Schadsprüche/Rituale) fandt også sted i den ikke-kristne tid. Uddannede, som Plinius den Ældre, anså simpelthen magi for bedrag. I folketroen var magi dog mere eller mindre altid til stede.
Om en bog indeholdt magi eller videnskab, kunne man kun erfare ved at læse bogen. Selv da krævede det nogen uddannelse at blive opmærksom på forskellen, og ikke enhver kristen, der var involveret i bogtilintetgørelse, har haft en sådan uddannelse. En ikke-kristen bog kunne erkendes som en magisk bog hvis den var tilegnet en berømt ikke-kristen eller en guddom eller citerede en videnskabsmand der i mellemtiden var blevet anset for magiker. Anklagen for magi var meget bred og blev i det hele taget (ty. insgesamt) også anvendt mod antikke religioner.
Kristnes afbrænding af bøger med sort magi går tilbage til en passage i Apostlenes Gerninger. Dér fortælles det at Paulus uddrev dæmoner for at helbrede syge. Det lykkedes bedre for ham end for "syv sønner af en jødisk ypperstepræst Skeuas", der betegnes som en "omrejsende jødisk dæmonbesværger" (Apg 19,13-14) Efter Paulus' triumf i Efesos følger : "Mange af de troende kom og bekendte og fortalte, hvad de havde gjort. En del af dem, der havde haft med trolddom at gøre, bragte deres bøger med og brændte dem i alles påsyn. Man regnede den samlede værdi ud og kom til 50.000 sølvpenge." (Apg 19,18-19). I denne passage kan man kun ud fra sammenhængen formode at der er tale om bøger med magisk indhold. Den store mængde bøger der her blev tilintetgjort gør det usandsynligt at det kun har drejet sig om magiske bøger i moderne forstand.
Bortset fra dette bibelsted findes der først igen efter 4. århundrede referencer til afbrænding af såkaldte magiske bøger i rammen af kristen bekendelse. Fra ca. 350 til ind i middelalderen findes der skildringer af, at magiske bøger blev opsøgt og tilintetgjort. Mellem 350 og 400 kunne indehavere af sådanne bøger også straffes med døden:
| „ | I denne tid blev der gået frem med stor strenghed mod indehavere af magiske bøger. Fra Johannes Chrysostomos erfarer vi at soldater gennemsøgte hans hjemby Antiochien ved Orontes for magiske skrifter. Da han selv med sin ven vandrede langs Orontes, så de en genstand flyde i floden. De trak den op og så at de stod med en forbudt magisk bog i hånden. I samme øjeblik viste soldater sig i nærheden. Det lykkedes dem dog ubemærket at gemme bogen i tøjet og derpå lidt senere at kaste den i floden igen. Således undgik de livsfaren. Som Chrysostomos videre beretter havde en indehaver af en magisk bog som denne kastet den i floden af frygt for forfølgerne. Det er blevet betragtet som trolddom og straffet med døden (ty. Er wurde dabei beobachtet, der Zauberei überführt und mit dem Tode bestraft). | “ |
|   | — Kilde: Speyer (1981), S. 132. |   |

Foruden Ammianus findes der yderligere kilder i følge hvilke der på denne tid også blev gennemført husundersøgelser for at finde ikke-kristne bøger. Circa 100 år senere (487 til 492) findes der yderligere en beretning om husundersøgelser. Studenter i Beirut fandt magiske bøger hos en "Johannes med tilnavnet 'Walker' fra ægyptiske Theben“. Efter han havde brændt dem, blev han tvunget til at angive andre der havde sådanne bøger. Derpå begyndte studenterne, "understøttet af biskoppen og den verdslige øvrighed", at udføre en større eftersøgning. De fandt lignende bøger hos andre studenter og hos enkelte fremtrædende personer og brændte dem foran kirken.
I en kejserlig lov blev "matematikere" fra 409 forpligtet til "at brænde deres bøger for øjnene af biskopperne, ellers skulle de fordrives fra Rom og alle byer eller steder" (ty.Gemeinden). Sædvanligvis blev matematikere i senantikken opfattet som astrologer, imidlertid kunne i antikken under matematik også forstås væsentlige dele af den klassiske videnskab. Kun i enkel eller simpel sprogbrug forstod man dem som astrologer (stjernetydere).
529 lod kejser Justinian akademiet i Athen lukke. 546 forkyndte han læreforbud for ikke-kristne og forordnede forfølgelse af ikke-kristne "grammatikere, retorer, læger og jurister" såvel som i 562 den offentlige afbrænding af "hedenske bøger". Muligvis var disse bøger blevet konfiskeret som følge af forfølgelserne. En ny afhandling om bogtilintetgørelserne i det romerske rige sammenfatter:
| „ | Bogafbrænding blev til en fremherskende form for religiøs forfølgelse i det senantikke romerske rige. Religiøst legitimeret vold i senantikken – hvor afbrænding af bøger blot er et eksempel – blev forstået som handlinger der grundlæggende behagede Gud og derved gav den udøvende åndelige fordele (ty. spirituellen Nutzen). Da bogafbrændinger behagede Gud, blev de hyppigt udført, og endog af personer der optrådte som fortalere for kristendommen og tillige i nærheden af kirker. Ved disse handlinger tilpassede biskopper, munke og sågar religiøst engagerede lægfolk et antikt ritual, der tjente et dobbelt formål af udstødelse og renselse. [...] Det store antal af den slags tildragelser i dette tidsrum lader en trinvis transformationsproces komme til syne. | “ |
|   | — Kilde: Daniel Sarefield: "Bookburning in the Christian Roman Empire: Transforming a Pagan Rite of Purification". I: H.A. Drake (udg.): Violence in Late Antiquity. Aldershot, Hampshire 2006, 295f. |   |

## Dannelse og overlevering
Den antikke verden havde sandsynligvis en relativ høj alfabetiseringsgrad. Plinius skrev sin encyklopædi udtrykkeligt for bønder. Papyrusfund fra Ægypten bekræfter at også fattige bønder i provinsen kunne læse og skrive. En i Bayern fundet gravsten, som en slave rejste for en medslave, tyder sågar på alfabetisering hos landlige slaver i provinsen. Dette har længe været godtgjort for slaver i byerne.
Allerede siden det sene 4. århundrede blev ikke-kristne i stigende grad trængt ud af undervisningsområdet. Julian Apostata havde endnu 362 med "retorediktet" forsøgt at udelukke kristne fra lærerhvervet. Dette statslige indgreb slog senere tilbage på ikke-kristne.

### Det vestromerske rige
Tabet af antikke papyrus såvel som den offentlige tilgang til litteratur afspejler nedgangen i uddannelsesniveauet eller dannelsesgraden hos befolkningen i det vestromerske rige. Ved slutningen af denne proces ebber skriftkundskaben i stor udstrækning ud, og historisk information er mere end mangelfuld. Med henblik på overleveringen gav Herbert Hunger denne vurdering af perioden: "Værre [end germaniseringen] for den romerske kultur er kristendommens endelige sejr".
Bevarelsen af ikke-kristne traditioner var koncentreret hos senatsaristokratiet – patricierne – som til dels havde bevaret deres privilegerede rolle . For eksempel medlemmer af den såkaldte Symmachus-kreds. Alexander Demandt skriver: "En stor del af den latinske litteratur blev reddet af medlemmer eller ansatte hos disse senatsslægter.
Den lærde Boëthius (ca. 480–525) virkede ved Teoderik den Stores hof i det østgotiske Italien, hvor han oversatte og kommenterede værker af Aristoteles og Isagoge af Porfyr og forfattede som den første kristne lærebøger til De frie kunster. Da han blev anklaget for forræderi og henrettet, kunne han ikke fuldende sit store projekt: oversættelser af hovedværker af Platon og Aristoteles for det latinske vesten.[kilde mangler] Hans bearbejdninger forblev til ind i det 12. århundrede de eneste skrifter af Aristoteles der var til rådighed for den latinsprogede verden. Da kendskab til græsk siden tidlig middelalder knap længere var til stede, er det hans fortjeneste at have bevaret og viderebragt en del af den antikke græske litteratur til middelalderen.

### Den kristne holdning til hedensk litteratur
Kristnes holdning til ikke-kristen litteratur skiftede i tidens løb. Ofte citeret er Hieronymus' såkaldte angstdrøm. Kirkefaderen skriver at han som ung mand havde frasagt sig alle verdslige besiddelser og venner, men at han ikke ville skille sig af med sit bibliotek. Derefter fik han en drøm eller vision:
| „ | Pludselig var jeg fanget af ånden og blev stillet for Dommeren. Og her var lyset så klart, og dem der stod omkring mig strålede i en sådan grad at jeg kastede mig ned på jorden og ikke vovede at se op. Da man spurgte mig hvem og hvad jeg var, svarede jeg: 'Jeg er kristen.' Ham der havde forsædet sagde: 'Du lyver, du er tilhænger af Cicero, ikke Kristus'. "For hvor din skat er, dér vil også dit hjerte være." Matt 6,21. I samme øjeblik blev jeg stum, og under piskeslag – for Han havde befalet at jeg skulle piskes – led jeg dog endnu mere under ilden fra min samvittighed da jeg tænkte over bibelverset: "Ingen påkalder dig i døden, hvem takker dig i dødsriget?" Sl 6,6. Ved alt dette begyndte jeg at græde og beklage mig, og jeg råbte: 'Vis nåde, Herre, vis nåde'. Selv under lyden fra piskeslagene kunne dette råb høres. Til sidst faldt tilhørerne på knæ foran Ham der havde forsæde og bad ham have medfølelse med min ungdom og give mig tid til at sone min fejl. De opfordrede ham til at fortsætte torturen hvis jeg igen skulle læse hedensk litteratur. Under trykket fra disse frygtlige øjeblikke havde jeg allerede været parat til at love endnu mere. Så svor jeg en ed ved Hans navn og sagde: 'Min Herre, skulle jeg igen nogen gang være i besiddelse af verdslige bøger eller læse sådanne, da har jeg fornægtet dig. | “ |
|   | — Hieronymus, brev 22,30 engelsk oversættelse, s. 35f. (Tip: søg 3. gang på 'Cicero') |   |

Kirkefaderen Augustin (354-430) argumenterede ganske vist for bevarelsen af ikke-kristne værker, men ville dog i princippet kun at de blev opbevaret aflåst i et bibliotek; de skulle hverken udbredes eller læses. Han udtalte sig imod ars grammatica, sproglære, og alt hvad der hører dertil. Kun kirkelige skrifter skulle benyttes.
Som følge af denne kulturpolitik kunne gejstlighedens alfabetiseringsgrad ikke opretholdes. Cassiodor (ca 485-580) skrev en lærebog til den antikke grammatik.   E.A. Lowe berettede derom: "Ud fra de regler for ortografi og grammatik, som han fastlagde, kan man måle hvor dybt lærdommen på hans tid allerede var sunket." For det latinske vesten "er det 6. århundrede den dunkleste fase i denne tids kulturelle forfald, hvor afskrivningen af klassiske tekster aftog så meget at det kom truende nær til et brud i kontinuiteten i den hedenske kultur. De mørke århundreder truede uopretteligt overleveringen af klassiske tekster."
Pave Gregor den Store (540–604) indtog en tydelig negativ holdning til den antikke dannelse. Han undgik klassiske citater og tålte dem heller ikke i sine omgivelser. Derudover forbød han biskopperne at undervise i grammatik og udtalte også personlig misbilligelse af dette; hertil kan også frygten for en profanering af hellige tekster have spillet en rolle.
Også Isidor af Sevilla (ca. 560-636) foreskrev i en munkeregel at man skulle holde sig for øje at det kun skulle være tilladt for meget befæstede eller solide studenter at læse ikke-kristne skrifter. "Man føler sig efter Cassiodor", siger Manitius, "hensat i en anden verden: Mystik, overtro og mirakler dominerer nu den tidligere ofte så logiske og saglige fremstilling“.
Bonifatius (ca 680-755) beklager i sine breve den uddannelsesmæssige krisetilstand hos sin tids gejstlighed, hvilket ligeledes tyder på det forfald, som ifølge Laudage og andre går tilbage til 5. århundrede. På Isidors tid blev der sat en lov i kraft som udelukkede analfabeter fra embede som biskop – det højeste embede kirken dengang havde at tilbyde. Ifølge breve af Alkuin, der forsøgte at hæve dannelsesniveauet i det karolingiske rige, havde denne lov imidlertid intet resultat.

### Overleveringen i klostrene
Ikke få i middelalderens klostre var analfabeter, i det mindste på kontinentet. Selv mange af dem der skrev kodekser, afmalede blot forlagets tekstlige billede. Det havde imidlertid også den fordel at kopierne fra denne tid er meget originaltro – man vovede ikke at "forbedre" forlægget. Det er især munkenes færdigheder i at kopiere man må takke for at den del af den antikke litteratur, der stadig er til rådighed, blev bevaret, og som fra da blev overleveret på det ædlere pergament. Da dette skrivemateriale siden den tidlige middelalder er blevet plejet efter bedste evne, er vi også i dag endnu i besiddelse af de tekster der stod til Cassiodors rådighed: "Den overmåde dårlige overlevering af den klassiske kultur i disse dunkle århundreder giver således den karolingiske renæssance særlig betydning, i hvilken der – på grund af antikke kodekser, som har overlevet det romerske riges sammenbrud – igen kom lys på antikke forfattere, som fra de dunkle århundreder sandsynligvis var blevet overladt til damnatio memoriae, fordømmelse af eftermælet." 
Friedrich Prinz (tysk historiker, 1928-2003) vurderede de klassiske teksters overlevering i middelalderen i et foredrag ved det katolske akademi i Bayern:
| „ | Det hører til de overraskende eller forbavsende paradokser i verdenshistorien at netop kirken og munkevæsenet – der først så bittert og grundlæggende havde kæmpet mod den frisindede, erotiske litteratur fra den hedenske antik ud fra en dyb religiøs overbevisning – blev de vigtigste overbringere også af tekster af en sådan art. Var det den samme levende æstetiske impuls hos dem som muliggjorde deres overleven i klosterbibliotekerne, eller var det den nu friere åndelige holdning i middelalderen over for en tidligere kulturtradition som den sejrrige kristendom ikke længere var nødt til at bekæmpe som farlig? Under alle omstændigheder kom det til en næsten lystbetonet overtagelse af den meget verdslige eller livsnære antikke arv, som man tidligere havde forsøgt at udelukke som en djævelsk modverden. | “ |
|   | — "Die geistigen Anfänge Europas" ('Europas åndelige begyndelse') Friedrich Prinz i: Die Zeit (12. juni 2002), s. 3. |   |

Hvis man regner tilbage fra 16. og 17. århundrede kommer man til en alfabetiseringsgrad for begyndelsen af senmiddelalderen (o. 1250) i kontinentaleuropa på cirka 1 %. Groft vurderet betyder dette: De ca. 90 %, som landbefolkningen udgjorde, var analfabeter; af resten (10 %, bybefolkningen) var det igen kun ca. 10 % som kunne læse og skrive. De regionale forskelle kunne dog være betydelige: I Skandinavien var dette saga-tiden med en ganske høj alfabetiseringsgrad. Middelalderen viste dog antydninger af en stadig tiltagende skriftkyndighed mellem 700 og 1500. I 6. og 7. århundrede kan udbredelsen af skriftlige færdigheder derfor have været ganske ringe.

### Det østromerske og byzantinske rige
I den østlige, græske del af romerriget var der færre brud på traditionslinjen end i det latinske vesten, både hvad angår overleveringen og dannelsestraditionen.
Gennem paideia, den klassiske form for dannelse, adskilte man sig fra barbarerne og var stolte over det, også som kristen. 529 blev det platonske akademi i Athen lukket, andre ikke-kristne dannelsescentre eksisterede videre, men mistede dog i 6./7. århundrede betydning og kunne pludselig blive lukket. I Alexandria, endnu vel det vigtigste centrum for antik dannelse, skete der i modsætning til Athen en vidtgående udligning mellem klassisk tradition og kristendommen i værker af kristne forfattere som Johannes Philoponos, Stephanos fra Alexandria og vel også det store epos af Nonnos. Den højere undervisning (ty. Die dortige Hochschule) dér gik først til grunde som følge af den persiske invasion og den følgende arabiske erobring.
I det byzantinske rige kunne sådanne forfattere, der ikke blev taget i betragtning ved omskrivningen fra skriftrulle til kodeks – i kristne centre fra 3./4. århundrede – i det mindste endnu overleve som uddrag i kompendier og sekundærreferencer. Formodentlig i begyndelsen af 11. århundrede opstod dér sudaen, et leksikon med referencer til talrige nu tabte værker. Sudaens forfattere greb for den største del tilbage til sådanne sekundærreferencer, allerede tidligere kompilerede leksika.
Men også i øst var der brud og kriser, hvor der kan være gået bogbestande tabt; særlig udgjorde i 7. århundrede den store perserkrig (603–628/29) og den derpå følgende islamiske ekspansion et markant brud.
8. århundrede var højdepunktet i den kristne billedstrid. Derefter er der kun sjældent tilforladelige hentydninger eller kilder til en tydelig afvisning af klassisk litteratur af byzantinske forfattere. Således har munken Maximus Planudes af sin i 1301 sammenstillede udgave af Græsk Antologi slettet sådanne epigrammer der syntes ham anstødelige.

### Arabisk overlevering
Som følge af den islamiske ekspansion kan man – anderledes end i det latinske vest – iagttage en relativ kulturel kontinuitet i de erobrede tidligere randområder af riget som for eksempel Palæstina og Syrien:   "Da interessen var stor for græsk dannelse hos de invaderende, blev mange tekster oversat til de nye sprog, og derudover bestod strukturer og biblioteker videre som kunne garantere en højere uddannelse. Enkelte tekster af for eksempel Aristoteles og hans elever er kun ad denne vej blevet overleveret til nutiden. For nylig er bogtilintetgørelsen eller bogtabet i senantikken også i den arabiske verden blevet sat i forbindelse med kristendommens grundlæggelse. De naturvidenskabelige fremskridt i det kristne Europa i 10. og 11. århundrede skyldes ikke mindst arabisk viden.
Se også
- Senantikken